# Neophylax toshioi
Neophylax toshioi är en nattsländeart som beskrevs av Vineyard och Wiggins 1987. Neophylax toshioi ingår i släktet Neophylax och familjen Uenoidae. Inga underarter finns listade i Catalogue of Life.